# جون إتش جونز
جون إتش جونز (بالإنجليزية: John H. Jones)‏ (1 ديسمبر 1873 لندن المملكة المتحدة - 27 ديسمبر 1955 المملكة المتحدة) هو لاعب كرة قدم بريطاني سابق كان يلعب كحارس مرمى، شارك في الألعاب الأولمبية الصيفية 1900.

## روابط خارجية
- جون إتش جونز على موقع أوليمبيديا (الإنجليزية)
- جون إتش جونز على موقع اللجنة الأولمبية البريطانية (الإنجليزية)